# Campionato francese di rugby a 15 1982-1983
Il Campionato francese di rugby a 15 1982-1983 fu disputato con una formula modificata: L'élite è formata da 40 squadre, divise in 4 gruppi di 10. 
Le prime 2 di ogni gruppo erano qualificate direttamente per gli ottavi di finale mentre le classificate dal 3 al 6º posto di ogni gruppo disputavano i sedicesimi di finale.
L'AS Béziers si riprende il titolo superando il RC Nice in finale.

## Fase di qualificazione
(Le squadre sono indicate secondo la classifica finale del gruppo di qualificazione. In grassetto le qualificate direttamente agli ottavi
| - RRC Nice - RC Narbonne - SU Agen - SC Angoulême - FC Oloron - SC Tulle - Boucau stade - US Carcassonne - RC Nimes - Racing club de France                             | - AS Béziers - US Montauban - Aviron bayonnais - Stade toulousain - RC Toulon - FC Lourdes - Biarritz olympique - La Voulte - Stade montois - FC Auch |
| - FC Grenoble - Stadoceste tarbais - Stade aurillacois - AS Montferrand - CA Bègles - Tyrosse RCS - Castres olympique - Stade rochelais - CS Bourgoin-Jallieu - SC Albi | - Section paloise - SC Graulhet - USA Perpignan - Stade bagnérais - US Dax - US bressane - US Romans - CA Brive - Avenir aturin - Valence             |

## Sedicesimi di finale
(In grassetto le qualificate al turno successivo)
| Squadra 1         | Squadra 2       | Risultati |
| ----------------- | --------------- | --------- |
| USA Perpignan     | RC Toulon       | 13-9      |
| Stade toulousain  | FC Oloron       | 20-9      |
| Aviron bayonnais  | SC Tulle        | 13-6      |
| SC Angoulême      | FC Lourdes      | 18-20     |
| Stade aurillacois | US bressane     | 10-12     |
| US Dax            | CA Bègles       | 15-16     |
| AS Montferrand    | Stade bagnérais | 7-3       |
| SU Agen           | Tyrosse RCS     | 27-12     |

## Ottavi di finale
(In grassetto le qualificate ai quarti di finale)Tous les barragistes sont éliminés.
| Squadra 1          | Squadra 2        | Match aller | Match retour |
| ------------------ | ---------------- | ----------- | ------------ |
| Stadoceste tarbais | USA Perpignan    | 9-3         | 11-31        |
| AS Béziers         | Stade toulousain | 3-0         | 12-6         |
| Aviron bayonnais   | US Montauban     | 27-3        | 13-6         |
| FC Lourdes         | FC Grenoble      | 15-10       | 31-12        |
| RRC Nice           | US bressane      | 47-9        | 32-21        |
| Section paloise    | CA Bègles        | 11-6        | 13-12        |
| AS Montferrand     | RC Narbonne      | 21-12       | 9-21         |
| SU Agen            | SC Graulhet      | 15-15       | 7-6          |

## Quarti di finale
(In grassetto le qualificate alle semifinali)
| Squadra 1        | Squadra 2       | Risultati |
| ---------------- | --------------- | --------- |
| USA Perpignan    | AS Béziers      | 0-7       |
| Aviron bayonnais | FC Lourdes      | 13-12     |
| RRC Nice         | Section paloise | 19-15     |
| RC Narbonne      | SU Agen         | 21-27     |

## Semifinali
(In grassetto le qualificate alla finale)
| Squadra 1  | Squadra 2        | Risultati |
| ---------- | ---------------- | --------- |
| AS Béziers | Aviron bayonnais | 19-12     |
| RRC Nice   | SU Agen          | 18-12     |

## Finale
| Arbitro: | René Hourquet |

| |            | |
| mete: Vachier , Escande c.p.: Fort Drop: Escande | Marcatori  | ' c.p.: Pédeutour Drop: Pédeutour |
| Titolari : Armand Vaquerin, Diego Minaro, Jean-Louis Martin, Jean-Paul Wolff, Michel Palmié, Jean-Marc Cordier, Pierre Lacans, Jean-Michel Bagnaud, Philippe Vachier, Philippe Escande, Marc Andrieu, Patrick Fort, Fabrice Joguet, Michel Fabre, Philippe Bonhoure Sostituti : Philippe Chamayou, Christian Prax, Didier Farenq, Serge Doumayrou, Éric Piazza, Jean-Paul Medina | Formazioni | Titolari : Didier Félix, Bernard Herrero, Roger Charpentier, Jean-Paul Pelloux, Tony Catoni, Éric Buchet, Philippe Buchet, Jean-Charles Orso, François Pierre, Pierre Pédeutour, Jean Méry, Patrick Trautmann, Jean-Luc Bony, Alain Vallet, Patrick Barthélémy Sostituti : Pierre Mousain, Jean-François Tordo, Christian Panzavolta, Jean-Claude Baruteau, Alain Sudre, Georges Lauribe |